# 矢島錦蔵

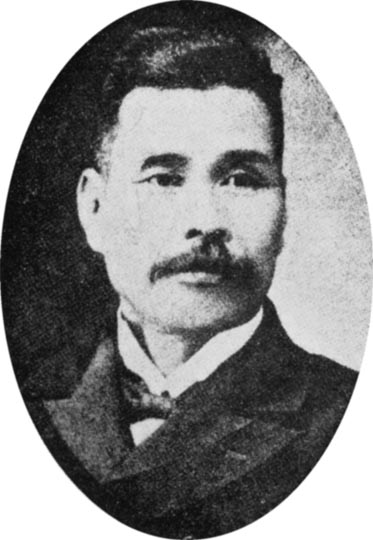
矢島錦蔵

矢島 錦蔵（やじま きんぞう、1861年（文久元年） - 1916年（大正5年）7月5日）は、日本の教育者。

## 経歴
島原藩出身。攻玉社で学んだ後、1877年（明治10年）に駒場農学校に入学。4年後に卒業し農学士の称号を得た。学習院の教員となり、東京府尋常師範学校教頭、同校長、静岡県尋常師範学校校長、札幌尋常中学校校長、神宮皇學館教頭・教授を歴任し、1899年（明治32年）に群馬県師範学校に就任した。
その後、1903年（明治36年）から1916年（大正5年）3月まで再び神宮皇學館の教授を務めた。

## 著書
- 『普通倫理学』（1890年）
- 『倫理学講義』（冨山房、1901年）
- 『普通礼法』（文学社、1901年）